# Mura di Capalbio

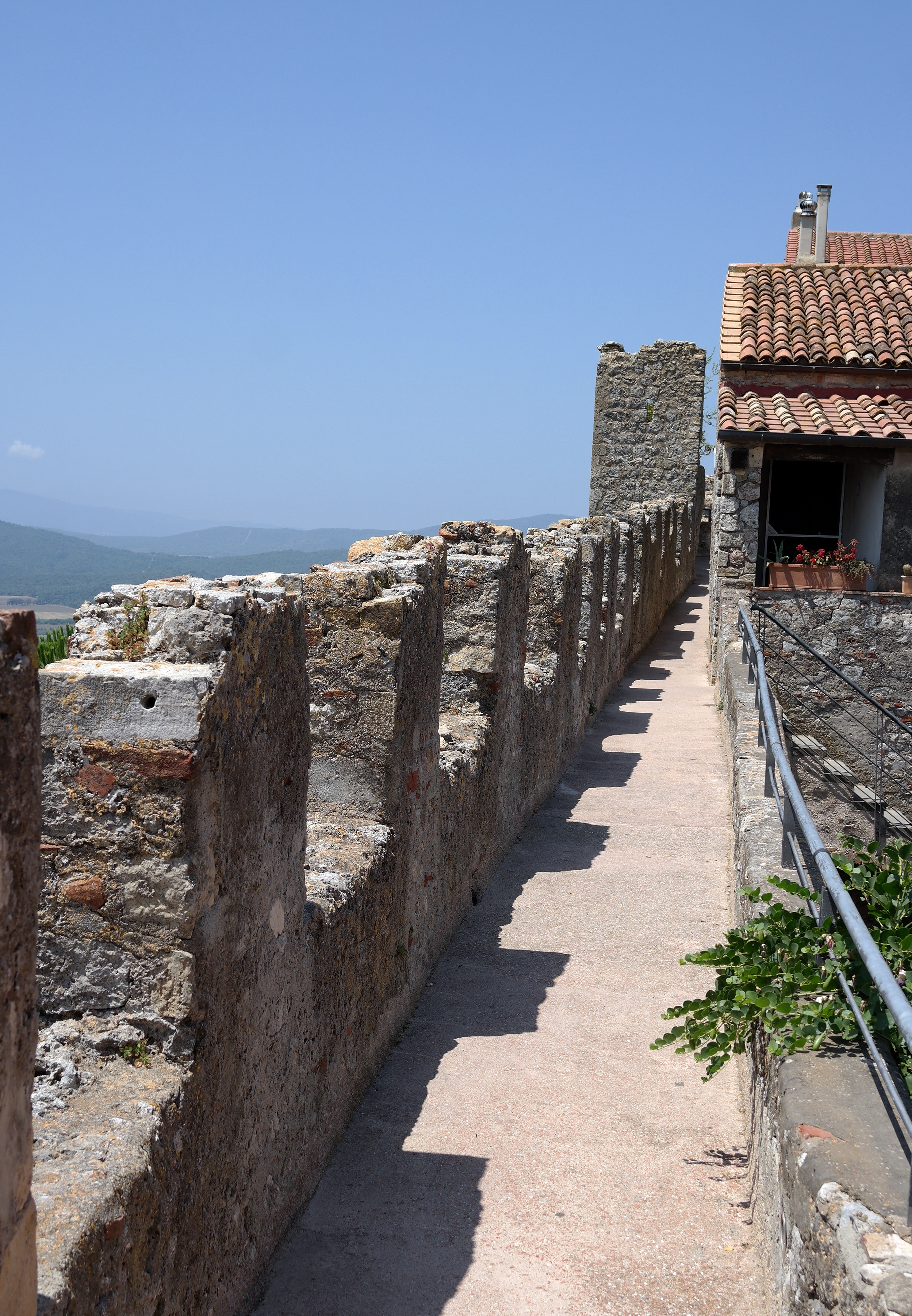
Particolare del camminamento di ronda

Le mura di Capalbio costituiscono la cerchia difensiva dell'omonimo borgo.

## Storia
Una prima cinta muraria, di origini medievali, fu costruita dagli Aldobrandeschi tra l'XI e XII secolo, con funzioni di difesa e avvistamento, attorno alla Rocca di Capalbio che costituiva il centro del potere feudale dell'epoca.
Nel corso del Quattrocento, mentre Capalbio era amministrato dalla Repubblica di Siena, furono effettuati lavori di riqualificazione alla primitiva cerchia.

Grazie a questi interventi, il borgo fu interamente circondato da una doppia cinta muraria, grazie alla realizzazione del secondo ordine di mura più esterno e alla costruzione della Porta Senese sul lato settentrionale attiguo alla rocca.
Da allora, le mura sono rimaste pressoché intatte fino ai giorni nostri; recenti interventi di restauro conservativo hanno riportato il monumento agli antichi splendori.

## Descrizione
Le mura di Capalbio, in pietra locale, si presentano come una caratteristica doppia cerchia, con la cinta interna, più bassa, di epoca medievale e quella esterna, più alta, del periodo rinascimentale.
Le mura sono intervallate da una serie di torrioni, la quasi totalità a base quadrata. Le cortine murarie presentano tratti di basamento a scarpa sul lato esterno e coronamenti di merlature sommitali; alcuni tratti coincidono con pareti esterne di edifici, dove si possono aprire porte e finestre. Molto caratteristico è il doppio camminamento di ronda, situato a livelli differenti.
Tra le due porte, spicca certamente la Porta Senese, sul lato nord, dove è collocata una lapide del 1418 a ricordo della ristrutturazione delle mura e uno stemma mediceo del 1601, inserito dopo l'annessione di Capalbio al Granducato di Toscana.